# Eliodoro Camacho (provins)

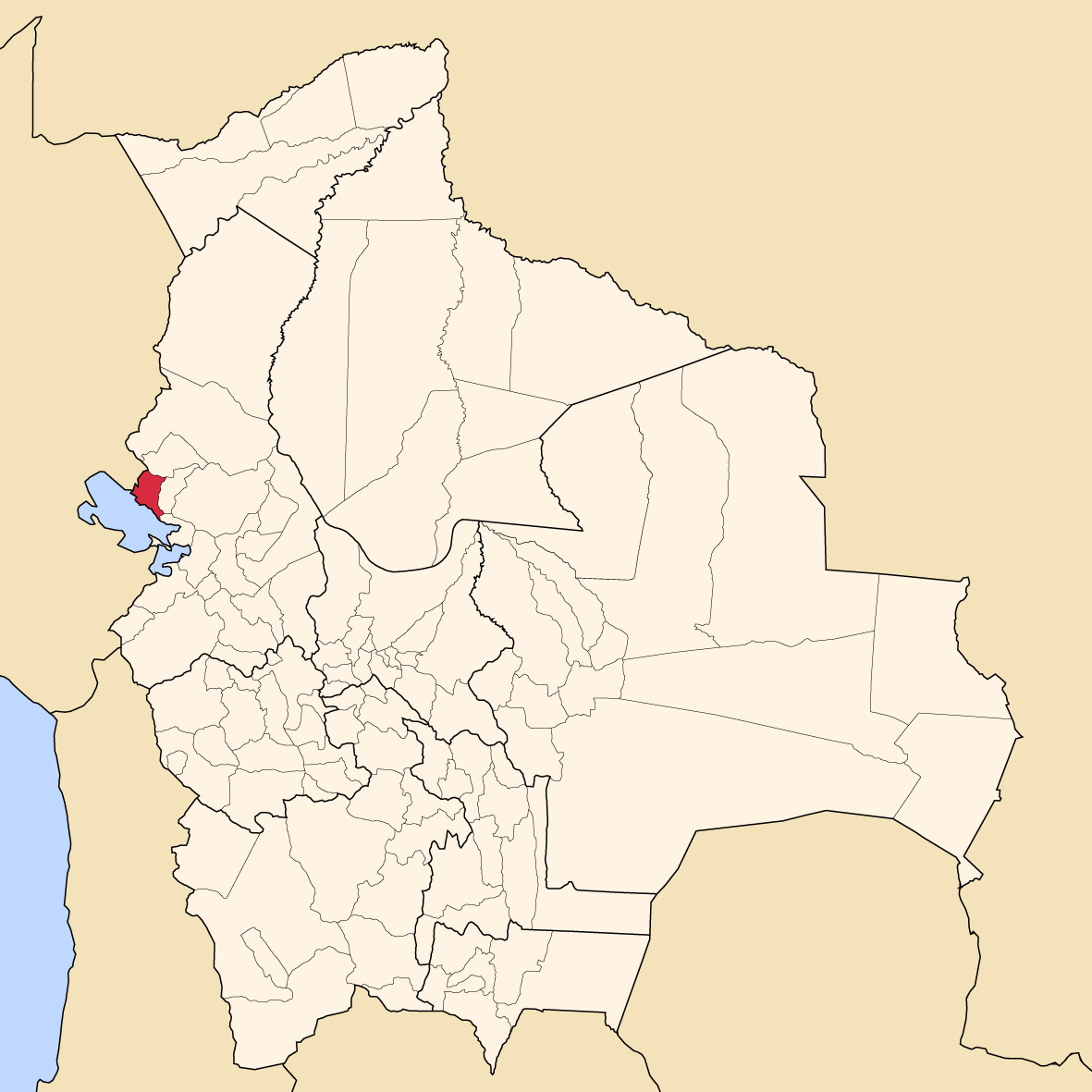
Provinsens läge i Bolivia

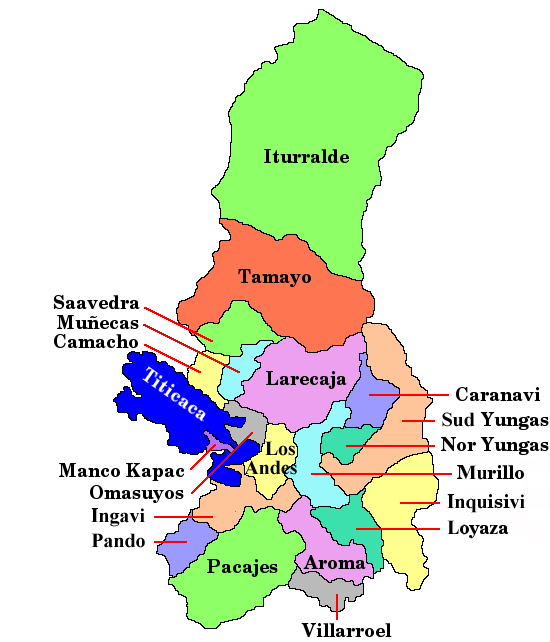
Provinser i La Paz

Eliodoro Camacho är en provins i departementet La Paz i Bolivia. Den administrativa huvudorten är Puerto Acosta.